# Europäischer Filmpreis 2005
Der 18. Europäische Filmpreis wurde am 3. Dezember 2005 in der Arena Berlin verliehen. Hauptsieger war der Thriller Caché des Österreichers Michael Haneke mit vier Preisen. Deutsche Preisträger waren die zweifach ausgezeichnete Julia Jentsch, der Kameramann Franz Lustig und der Regisseur Marc Rothemund, der den Publikumspreis erhielt.

## Preisträger und Nominierungen

### Bester Film
Gewinner: Caché – Regie: Michael Haneke
Nominiert waren auch:
- Brothers – Zwischen Brüdern (Brødre) – Regie: Susanne Bier
- Don’t Come Knocking – Regie: Wim Wenders
- My Summer of Love – Regie: Paweł Pawlikowski
- Sophie Scholl – Die letzten Tage – Regie: Marc Rothemund

### Beste Regie
Gewinner: Michael Haneke – Caché
Nominiert waren auch:
- Susanne Bier – Brothers – Zwischen Brüdern (Brødre)
- Roberto Faenza – Alla luce del sole
- Álex de la Iglesia – Ein ferpektes Verbrechen (Crimen ferpecto)
- Paweł Pawlikowski – My Summer of Love
- Cristi Puiu – Der Tod des Herrn Lazarescu (Moartea domnului Lăzărescu)
- Wim Wenders – Don’t Come Knocking

### Beste Darstellerin
Gewinner: Julia Jentsch – Sophie Scholl – Die letzten Tage
Nominiert waren auch:
- Juliette Binoche – Caché
- Sandra Ceccarelli – Licht meiner Augen (La Vita che vorrei)
- Connie Nielsen – Brothers – Zwischen Brüdern (Brødre)
- Nathalie Press – My Summer of Love
- Audrey Tautou – Mathilde – Eine große Liebe (Un long dimanche de fiançailles)

### Bester Darsteller
Gewinner: Daniel Auteuil – Caché
Nominiert waren auch:
- Romain Duris – Der wilde Schlag meines Herzens (De battre mon coeur s'est arrêté)
- Henry Hübchen – Alles auf Zucker!
- Ulrich Matthes – Der neunte Tag
- Jérémie Renier – Das Kind (L'Enfant)
- Ulrich Thomsen – Brothers – Zwischen Brüdern (Brødre)

### Bestes Drehbuch
Gewinner: Hany Abu-Assad und Bero Beyer – Paradise Now
Nominiert waren auch:
- Michael Haneke – Caché
- Anders Thomas Jensen – Adams Äpfel (Adams æbler) und Brothers – Zwischen Brüdern (Brødre)
- Dani Levy und Holger Franke – Alles auf Zucker!
- Mark O’Halloran – Adam & Paul
- Cristi Puiu und Răzvan Rădulescu – Der Tod des Herrn Lazarescu (Moartea domnului Lăzărescu)

### Beste Kamera
Gewinner: Franz Lustig – Don’t Come Knocking
Nominiert waren auch:
- Christian Berger – Caché
- Bruno Delbonnel – Mathilde – Eine große Liebe (Un long dimanche de fiançailles)
- Ryszard Lenczewski – My Summer of Love
- Anthony Dod Mantle – Manderlay
- Gyula Pados – Fateless – Roman eines Schicksallosen (Sorstalanság)

### Beste Filmmusik
Gewinner: Rupert Gregson-Williams und Andrea Guerra – Hotel Ruanda (Hotel Rwanda)
Nominiert waren auch:
- Joachim Holbek – Manderlay
- Cyril Morin – Die syrische Braut (The Syrian Bride)
- Ennio Morricone – Fateless – Roman eines Schicksallosen (Sorstalanság)
- Stefan Nilsson – Wie im Himmel (Så som i himmelen)
- Johan Söderqvist – Brothers – Zwischen Brüdern (Brødre)

### Bester Schnitt
Gewinner: Michael Hudecek und Nadine Muse – Caché
Nominiert waren auch:
- Peter Przygodda und Oli Weiss – Don’t Come Knocking
- Hervé Schneid – Mathilde – Eine große Liebe (Un long dimanche de fiançailles)

### Bestes Szenenbild
Gewinner: Aline Bonetto – Mathilde – Eine große Liebe (Un long dimanche de fiançailles)
Nominiert waren auch:
- Peter Grant – Manderlay
- Jana Karen – Sophie Scholl – Die letzten Tage

### Prix Screen International – Bester nichteuropäischer Film
Gewinner: Good Night, and Good Luck. – Regie: George Clooney; USA
Nominiert waren auch:
- Battle in Heaven (Batalla en el cielo) – Regie: Carlos Reygadas; Frankreich, Mexiko, Deutschland, Belgien
- Be With Me – Regie: Eric Khoo; Singapur
- Brokeback Mountain – Regie: Ang Lee; USA
- Broken Flowers – Regie: Jim Jarmusch; USA
- Der ewige Gärtner (The Constant Gardner) – Regie: Fernando Meirelles; UK, Deutschland, Kenia
- L.A. Crash (Crash) – Regie: Paul Haggis; USA
- C.R.A.Z.Y. – Verrücktes Leben (C.R.A.Z.Y.) – Regie: Jean-Marc Vallée; Kanada
- Look Both Ways – Regie: Sara Watt; Australien
- Sympathy for Lady Vengeance (Chinjeolhan geumjassi) – Regie: Park Chan-Wook; Südkorea
- Tsotsi – Regie: Gavin Hood; UK, Südafrika

## Fassbinder-Preis – Entdeckung des Jahres
- Anklaget von Jakob Thuesen (Dänemark)

## Prix Arte – Europäischer Dokumentarfilmpreis – Bester Dokumentarfilm
- Un dragon dans les eaux pures du Caucase von Nino Kirtadze (Frankreich)

## Prix UIP – Europäischer Kurzfilmpreis – Bester Kurzfilm
- Undressing my mother von Ken Wardop (Irland)

## Jameson People’s Choice Award – Europäischer Publikumspreis

### Bester Regisseur
- Marc Rothemund für Sophie Scholl – Die letzten Tage (Deutschland)

### Beste Darstellerin
- Julia Jentsch für Sophie Scholl – Die letzten Tage (Deutschland)

### Bester Darsteller
- Orlando Bloom für Königreich der Himmel (Großbritannien)

## European Film Academy-Preis für das Lebenswerk
Sean Connery
Maurice Jarre